# 國家語言發展法
《國家語言發展法》是中華民國為保障及推動各族群語言發展的法律，2007年2月2日由行政院文化建設委員會首次提出，全文共12條，2017年7月3日由文化部再次提出，全文共16條。該法案在2018年12月25日在立法院三讀通過全文17條，成為中華民國語言政策的法源依據。

## 源起
該法案立法精神，根源於1983年，由中華民國政府研擬制定之《語文法草案》，當時擬定機關為教育部；但臺灣社會對《語文法草案》忽略各族群母語、獨尊國語（華語）的立法精神頗為反彈，草案最終被撤回。2001年，聯合國教科文組織將台灣原住民語言列為「即將瀕臨」母語，教育部再蒐集國外相關資料，重新整合《原住民族語言發展法草案》、《語言公平法草案》中央研究院語言學研究所草擬之《語言文字基本法草案》，重新擬具《語言平等法草案》，並尋求立法通過。
2003年，《語言平等法草案》主政單位轉為行政院文化建設委員會，法律條文從規範母語運用轉為「文化保存」及國家語言發展為主軸，歷經中央政府跨部會研議後，重點涵蓋至國家語言之定義、主管機關、權利、保護與發展。另外該法律則強調尊重各語言之多元性、平等發展及傳承延續。
2016年4月20日，立委管碧玲在立法院再度提案。
2016年12月，文化部委託國立臺中教育大學台灣語文學系特聘教授兼系主任方耀乾主持國家語言發展法之研究與規劃計畫案，2017年6月30日完成計畫案提交《國家語言發展法草案》給文化部。
2018年12月25日，立法院三讀通過《國家語言發展法》全文17條。
2019年1月9日，總統蔡英文簽署華總一義字第10800003831號總統令公布此法。

## 施行
2021年1月中華民國文化部以《國家語言發展法》對於國家語言有其定義為由，將該部輔導辦理的金曲獎各「國語」獎項更名為「華語」獎項。
2021年7月底至8月初及10月，文化部依據《國家語言發展法》第5條規定，會同客家委員會、原住民族委員會、教育部等部會，召開第一次國家語言發展會議。2021年10月舉辦正式大會。7月底至8月初先行召開八場分場論壇，主題為：「國家語言尊榮感、國家語言生活化、國家語言學習力、國家語言應用力」，由國立臺灣師範大學承辦。
文化部依據《國家語言發展法》第8條提出的《國家語言發展報告》，以「因應機關推動語言復振及機關使用之一致性需求」為由，對國語以外的國家語言制定書面建議用語，其中優先使用的為「臺灣原住民族語言」、「臺灣平埔族群語言」、「臺灣客語」、「臺灣語」、「馬祖語」、「臺灣手語」:66-68。

## 外部連結
- 原住民族語言發展法 （页面存档备份，存于）